# 2022–2023-as síugró-világkupa
A síugró-világkupa 2022–2023-as szezonja a 44. világkupa szezon a síugrás történetében. 2022. november 5-én veszi kezdetét a lengyelországi Wisłában, és 2023. április 2-án ér véget a szlovéniai Planicán.

## Férfiak versenye
| Összes                                                                                   | Szezon        | Dátum              | Helyszín               | Sánc                               | Győztes                            | Második                                | Harmadik              | Összetettben vezető   |
| ---------------------------------------------------------------------------------------- | ------------- | ------------------ | ---------------------- | ---------------------------------- | ---------------------------------- | -------------------------------------- | --------------------- | --------------------- |
| 1056                                                                                     | 1             | 2022. november 5.  | Wisła                  | Malinka HS134                      | Dawid Kubacki                      | Halvor Egner Granerud                  | Stefan Kraft          | Dawid Kubacki         |
| 1057                                                                                     | 2             | 2022. november 6.  | Wisła                  | Malinka HS134                      | Dawid Kubacki                      | Anže Lanišek                           | Marius Lindvik        | Dawid Kubacki         |
| 1058                                                                                     | 3             | 2022. november 26. | Kuusamo                | Rukatunturi HS142                  | Anže Lanišek                       | Stefan Kraft                           | Piotr Żyła            | Dawid Kubacki         |
| 1059                                                                                     | 4             | 2022. november 27. | Kuusamo                | Rukatunturi HS142                  | Halvor Egner Granerud Stefan Kraft | –                                      | Nakamura Naoki        | Dawid Kubacki         |
| 1060                                                                                     | 5             | 2022. december 9.  | Titisee-Neustadt       | Hochfirstschanze HS142             | Anže Lanišek                       | Dawid Kubacki                          | Karl Geiger           | Dawid Kubacki         |
| 1061                                                                                     | 6             | 2022. december 10. | Titisee-Neustadt       | Hochfirstschanze HS142             | Dawid Kubacki                      | Anže Lanišek                           | Stefan Kraft          | Dawid Kubacki         |
| 1062                                                                                     | 7             | 2022. december 17. | Engelberg              | Gross-Titlis-Schanze HS140         | Anže Lanišek                       | Dawid Kubacki                          | Piotr Żyła            | Dawid Kubacki         |
| 1063                                                                                     | 8             | 2022. december 18. | Engelberg              | Gross-Titlis-Schanze HS140         | Dawid Kubacki                      | Manuel Fettner                         | Anže Lanišek          | Dawid Kubacki         |
| 2022–2023-as négysánc-verseny (Győztes: Halvor Egner Granerud)                           |               |                    |                        |                                    |                                    |                                        |                       |                       |
| 1064                                                                                     | 9             | 2022. december 29. | Oberstdorf             | Shattenbergschanze HS137           | Halvor Egner Granerud              | Piotr Żyła                             | Dawid Kubacki         | Dawid Kubacki         |
| 1065                                                                                     | 10            | 2023. január 1.    | Garmisch-Partenkirchen | Große Olympiaschanze HS142         | Halvor Egner Granerud              | Anže Lanišek                           | Dawid Kubacki         | Dawid Kubacki         |
| 1066                                                                                     | 11            | 2022. január 4.    | Innsbruck              | Bergiselschanze HS128              | Dawid Kubacki                      | Halvor Egner Granerud                  | Anže Lanišek          | Dawid Kubacki         |
| 1067                                                                                     | 12            | 2023. január 6.    | Bischofshofen          | Paul-Ausserleitner-Schanze HS142   | Halvor Egner Granerud              | Anže Lanišek                           | Dawid Kubacki         | Dawid Kubacki         |
| 1068                                                                                     | 13            | 2023. január 15.   | Zakopane               | Wielka Krokiew HS140               | Halvor Egner Granerud              | Dawid Kubacki                          | Stefan Kraft          | Dawid Kubacki         |
| 1069                                                                                     | 14            | 2023. január 20.   | Szapporo               | Ókurajama HS137                    | Kobajasi Rjójú                     | Dawid Kubacki                          | Halvor Egner Granerud | Dawid Kubacki         |
| 1070                                                                                     | 15            | 2023. január 21.   | Szapporo               | Ókurajama HS137                    | Stefan Kraft                       | Halvor Egner Granerud                  | Kobajasi Rjójú        | Dawid Kubacki         |
| 1071                                                                                     | 16            | 2023. január 22.   | Szapporo               | Ókurajama HS137                    | Kobajasi Rjójú                     | Halvor Egner Granerud                  | Markus Eisenbichler   | Dawid Kubacki         |
| 1072                                                                                     | 17            | 2023. január 28.   | Bad Mitterndorf        | Kulm HS235                         | Halvor Egner Granerud              | Stefan Kraft                           | Domen Prevc           | Halvor Egner Granerud |
| 1073                                                                                     | 18            | 2023. január 29.   | Bad Mitterndorf        | Kulm HS235                         | Halvor Egner Granerud              | Timi Zajc                              | Stefan Kraft          | Halvor Egner Granerud |
| 1074                                                                                     | 19            | 2023. február 4.   | Willingen              | Mühlenkopfschanze HS147            | Halvor Egner Granerud              | Anže Lanišek                           | Dawid Kubacki         | Halvor Egner Granerud |
| 1075                                                                                     | 20            | 2023. február 5.   | Willingen              | Mühlenkopfschanze HS147            | Halvor Egner Granerud              | Kobajasi Rjójú                         | Daniel-André Tande    | Halvor Egner Granerud |
| 1076                                                                                     | 21            | 2023. február 11.  | Lake Placid            | MacKenzie Intervale Ski Jump HS128 | Andreas Wellinger                  | Kobajasi Rjójú                         | Daniel Tschofenig     | Halvor Egner Granerud |
| 1077                                                                                     | 22            | 2023. február 12.  | Lake Placid            | MacKenzie Intervale Ski Jump HS128 | Halvor Egner Granerud              | Andreas Wellinger                      | Stefan Kraft          | Halvor Egner Granerud |
| 1078                                                                                     | 23            | 2023. február 18.  | Barcarozsnyó           | Trambulina Valea Cărbunării HS130  | Andreas Wellinger                  | Žiga Jelar                             | Karl Geiger           | Halvor Egner Granerud |
| 2023-as északisí-világbajnokság (Győztesek: normálsánc: Piotr Żyła, nagysánc: Timi Zajc) |               |                    |                        |                                    |                                    |                                        |                       |                       |
| Raw Air (Győztes: Halvor Egner Granerud)                                                 |               |                    |                        |                                    |                                    |                                        |                       |                       |
| Prológ                                                                                   | Prológ        | 2023. március 10.  | Oslo                   | Holmenkollbakken HS134             | Dawid Kubacki                      | Timi Zajc                              | Stefan Karft          | Halvor Egner Granerud |
| 1079                                                                                     | 24            | 2023. március 11.  | Oslo                   | Holmenkollbakken HS134             | Anže Lanišek                       | Stefan Kraft                           | Karl Geiger           | Halvor Egner Granerud |
| Prológ                                                                                   | Prológ        | 2023. március 12.  | Oslo                   | Holmenkollbakken HS134             | Halvor Egner Granerud              | Timi Zajc                              | Stefan Kraft          | Halvor Egner Granerud |
| 1080                                                                                     | 25            | 2023. március 12.  | Oslo                   | Holmenkollbakken HS134             | Stefan Kraft                       | Anže Lanišek                           | Dawid Kubacki         | Halvor Egner Granerud |
| Prológ                                                                                   | Prológ        | 2023. március 13.  | Lillehammer            | Lysgårdsbakken HS140               | Halvor Egner Granerud              | Johann André Forfang                   | Kobajasi Rjójú        | Halvor Egner Granerud |
| 1081                                                                                     | 26            | 2023. március 14.  | Lillehammer            | Lysgårdsbakken HS140               | Halvor Egner Granerud              | Stefan Kraft                           | Manuel Fettner        | Halvor Egner Granerud |
| Prológ                                                                                   | Prológ        | 2023. március 15.  | Lillehammer            | Lysgårdsbakken HS140               | Anže Lanišek                       | Halvor Egner Granerud                  | Timi Zajc             | Halvor Egner Granerud |
| 1082                                                                                     | 27            | 2023. március 16.  | Lillehammer            | Lysgårdsbakken HS140               | Dawid Kubacki                      | Anže Lanišek                           | Daniel Tschofenig     | Halvor Egner Granerud |
| Prológ                                                                                   | Prológ        | 2023. március 17.  | Vikersund              | Vikersundbakken HS240              | Stefan Kraft                       | Michael Hayböck                        | Halvor Egner Granerud | Halvor Egner Granerud |
| 1083                                                                                     | 28            | 2023. március 18.  | Vikersund              | Vikersundbakken HS240              | Halvor Egner Granerud              | Stefan Kraft                           | Daniel Tschofenig     | Halvor Egner Granerud |
| Prológ                                                                                   | Prológ        | 2023. március 19.  | Vikersund              | Vikersundbakken HS240              | Stefan Kraft                       | Halvor Egner Granerud Robert Johansson | –                     | Halvor Egner Granerud |
| 1084                                                                                     | 29            | 2023. március 19.  | Vikersund              | Vikersundbakken HS240              | Stefan Kraft                       | Halvor Egner Granerud                  | Anže Lanišek          | Halvor Egner Granerud |
| 1085                                                                                     | 30            | 2023. március 26.  | Lahti                  | Salpausselkä HS130                 | Kobajasi Rjójú                     | Stefan Kraft                           | Karl Geiger           | Halvor Egner Granerud |
| Planica 7                                                                                |               |                    |                        |                                    |                                    |                                        |                       |                       |
| Selejtező                                                                                | Selejtező     | 2023. március 30.  | Planica                | Letalnica bratov Gorišek HS240     | Anže Lanišek                       | Timi Zajc                              | Domen Prevc           | Halvor Egner Granerud |
| 1086                                                                                     | 31            | 2023. március 31.  | Planica                | Letalnica bratov Gorišek HS240     | Stefan Kraft                       | Anže Lanišek                           | Piotr Żyła            | Halvor Egner Granerud |
| Csapatverseny                                                                            | Csapatverseny | 2023. április 1.   | Planica                | Letalnica bratov Gorišek HS240     | Stefan Kraft                       | Halvor Egner Granerud                  | Timi Zajc             | Halvor Egner Granerud |
| 1087                                                                                     | 32            | 2023. április 2.   | Planica                | Letalnica bratov Gorišek HS240     | Timi Zajc                          | Anže Lanišek                           | Stefan Kraft          | Halvor Egner Granerud |

## Nők versenye
| Összes                                                                                                   | Szezon    | Dátum              | Helyszín         | Sánc                             | Győztes            | Második                      | Harmadik            | Összetettben vezető |  |
| --- | --------- | ------------------ | ---------------- | -------------------------------- | ------------------ | ---------------------------- | ------------------- | ------------------- |  |
| 184 | 1         | 2022. november 5.  | Wisła            | Malinka HS134                    | Silje Opseth       | Marita Kramer                | Eva Pinkelnig       | Silje Opseth        |  |
| 185 | 2         | 2022. november 6.  | Wisła            | Malinka HS134                    | Eva Pinkelnig      | Katharina Althaus            | Frida Westman       | Eva Pinkelnig       |  |
| 186 | 3         | 2022. december 3.  | Lillehammer      | Lysgårdsbakken HS98              | Katharina Althaus  | Eva Pinkelnig                | Marita Kramer       | Eva Pinkelnig       |  |
| 187 | 4         | 2022. december 4.  | Lillehammer      | Lysgårdsbakken HS140             | Silje Opseth       | Anna Odine Strøm             | Eva Pinkelnig       | Eva Pinkelnig       |  |
| 188 | 5         | 2022. december 11. | Titisee-Neustadt | Hochfirstschanze HS142           | Katharina Althaus  | Silje Opseth                 | Urša Bogataj        | Katharina Althaus   |  |
| Silvester Tournament (Győztes: Eva Pinkelnig)                                                            |           |                    |                  |                                  |                    |                              |                     |                     |  |
| 189 | 6         | 2022. december 28. | Villach          | Villacher Alpenarena HS98        | Eva Pinkelnig      | Anna Odine Strøm             | Nika Križnar        | Eva Pinkelnig       |  |
| 190 | 7         | 2022. december 29. | Villach          | Villacher Alpenarena HS98        | Eva Pinkelnig      | Katharina Althaus            | Nika Križnar        | Eva Pinkelnig       |  |
| 191 | 8         | 2022. december 31. | Ljubno           | Savina Ski Jumping Center HS94   | Anna Odine Strøm   | Eva Pinkelnig                | Katharina Althaus   | Eva Pinkelnig       |  |
| 192 | 9         | 2023. január 1.    | Ljubno           | Savina Ski Jumping Center HS94   | Eva Pinkelnig      | Anna Odine Strøm             | Selina Freitag      | Eva Pinkelnig       |  |
| 193 | 10        | 2023. január 7.    | Szapporo         | Ókurajama HS137                  | Katharina Althaus  | Ema Klinec                   | Eva Pinkelnig       | Eva Pinkelnig       |  |
| 194 | 11        | 2023. január 8.    | Szapporo         | Ókurajama HS137                  | Silje Opseth       | Ema Klinec                   | Eva Pinkelnig       | Eva Pinkelnig       |  |
| 195 | 12        | 2023. január 13.   | Zao              | Jamagata HS102                   | Alexandria Loutitt | Eva Pinkelnig                | Chiara Kreuzer      | Eva Pinkelnig       |  |
| 196 | 13        | 2023. január 14.   | Zao              | Jamagata HS102                   | Eva Pinkelnig      | Selina Freitag               | Anna Odine Strøm    | Eva Pinkelnig       |  |
| 197 | 14        | 2023. január 28.   | Hinterzarten     | Adler Ski Stadium HS108          | Katharina Althaus  | Ema Klinec                   | Abigail Strate      | Eva Pinkelnig       |  |
| 198 | 15        | 2023. január 29.   | Hinterzarten     | Adler Ski Stadium HS108          | Anna Odine Strøm   | Ema Klinec                   | Eva Pinkelnig       | Eva Pinkelnig       |  |
| 199 | 16        | 2023. február 4.   | Willingen        | Mühlenkopfschanze HS147          | Katharina Althaus  | Ema Klinec                   | Takanasi Szara      | Eva Pinkelnig       |  |
| 200 | 17        | 2023. február 5.   | Willingen        | Mühlenkopfschanze HS147          | Itó Júki           | Marujama Nozomi              | Takanasi Szara      | Eva Pinkelnig       |  |
| 201 | 18        | 2023. február 11.  | Hinzenbach       | Aigner-Schanze HS90              | Eva Pinkelnig      | Ema Klinec                   | Nika Prevc          | Eva Pinkelnig       |  |
| 202 | 19        | 2023. február 12.  | Hinzenbach       | Aigner-Schanze HS90              | Chiara Kreuzer     | Eva Pinkelnig                | Marujama Nozomi     | Eva Pinkelnig       |  |
| 203 | 20        | 2023. február 18.  | Barcarozsnyó     | Trambulina Valea Cărbunării HS97 | Katharina Althaus  | Eva Pinkelnig                | Eirin Maria Kvandal | Eva Pinkelnig       |  |
| 204 | 21        | 2023. február 19.  | Barcarozsnyó     | Trambulina Valea Cărbunării HS97 | Anna Odine Strøm   | Eva Pinkelnig                | Julia Mühlbacher    | Eva Pinkelnig       |  |
| 2023-as északisí-világbajnokság (Győztesek: normálsánc: Katharina Althaus, nagysánc: Alexandria Loutitt) |           |                    |                  |                                  |                    |                              |                     |                     |  |
| Raw Air (Győztes: Ema Klinec)                                                                            |           |                    |                  |                                  |                    |                              |                     |                     |  |
| Selejtező                                                                                                | Selejtező | 2023. március 10.  | Oslo             | Holmenkollbakken HS134           | Ema Klinec         | Itó Júki                     | Anna Odine Strøm    | Eva Pinkelnig       |  |
| 205 | 22        | 2023. március 11.  | Oslo             | Holmenkollbakken HS134           | Chiara Kreuzer     | Ema Klinec                   | Anna Odine Strøm    | Eva Pinkelnig       |  |
| Selejtező                                                                                                | Selejtező | 2023. március 12.  | Oslo             | Holmenkollbakken HS134           | Anna Odine Strøm   | Ema Klinec                   | Chiara Kreuzer      | Eva Pinkelnig       |  |
| 206 | 23        | 2023. március 12.  | Oslo             | Holmenkollbakken HS134           | Ema Klinec         | Chiara Kreuzer               | Anna Odine Strøm    | Eva Pinkelnig       |  |
| Selejtező                                                                                                | Selejtező | 2023. március 13.  | Lillehammer      | Lysgårdsbakken HS140             | Itó Júki           | Silje Opseth                 | Katharina Althaus   | Eva Pinkelnig       |  |
| 207 | 24        | 2023. március 13.  | Lillehammer      | Lysgårdsbakken HS140             | Silje Opseth       | Selina Freitag               | Ema Klinec          | Eva Pinkelnig       |  |
| Selejtező                                                                                                | Selejtező | 2023. március 14.  | Lillehammer      | Lysgårdsbakken HS140             | Alexandria Loutitt | Katharina Althaus Ema Klinec | –                   | Eva Pinkelnig       |  |
| 208 | 25        | 2023. március 15.  | Lillehammer      | Lysgårdsbakken HS140             | Katharina Althaus  | Alexandria Loutitt           | Eva Pinkelnig       | Eva Pinkelnig       |  |
| – | –         | 2023. március 19.  | Vikersund        | Vikersundbakken HS240            | Ema Klinec         | Katharina Althaus            | Selina Freitag      | Eva Pinkelnig       |  |
| 209 | 26        | 2023. március 24.  | Lahti            | Salpausselkä HS130               | Júki Itó           | Anna Odine Strøm             | Katharina Althaus   | Eva Pinkelnig       |  |

## Csapatverseny

### Férfiak
| Összes                                                 | Szezon | Dátum             | Helyszín | Sánc                           | Győztes                                                                        | Második                                                                | Harmadik                                                                                            | Összetettben vezető |
| ------------------------------------------------------ | ------ | ----------------- | -------- | ------------------------------ | ------------------------------------------------------------------------------ | ---------------------------------------------------------------------- | --------------------------------------------------------------------------------------------------- | ------------------- |
| 117                                                    | 1      | 2023. január 14.  | Zakopane | Wielka Krokiew HS140           | Ausztria · Daniel Tschofenig · Michael Hayböck · Manuel Fettner · Stefan Kraft | Lengyelország · Kamil Stoch · Piotr Żyła · Paweł Wąsek · Dawid Kubacki | Németország · Markus Eisenbichler · Philipp Raimund · Karl Geiger · Andreas Wellinger               | Ausztria            |
| 2023-as északisí-világbajnokság (Győztesek: Szlovénia) |        |                   |          |                                |                                                                                |                                                                        | |                     |
| 118                                                    | 2      | 2023. március 25. | Lahti    | Salpausselkä HS130             | Ausztria · Daniel Tschofenig · Michael Hayböck · Jan Hörl · Stefan Kraft       | Szlovénia · Lovro Kos · Domen Prevc · Timi Zajc · Anže Lanišek         | Lengyelország · Piotr Żyła · Paweł Wąsek · Aleksander Zniszczoł · Kamil Stoch                       | Ausztria            |
| 119                                                    | 3      | 2023. április 1.  | Planica  | Letalnica bratov Gorišek HS240 | Ausztria · Daniel Tschofenig · Michael Hayböck · Jan Hörl · Stefan Kraft       | Szlovénia · Lovro Kos · Domen Prevc · Timi Zajc · Anže Lanišek         | Norvégia · Johann André Forfang · Bendik Jakobsen Heggli · Robert Johansson · Halvor Egner Granerud | Ausztria            |

### Férfi szupercsapat
| Összes | Szezon | Dátum             | Helyszín     | Sánc                               | Győztes                                       | Második                                     | Harmadik                                       | Összetettben vezető |
| ------ | ------ | ----------------- | ------------ | ---------------------------------- | --------------------------------------------- | ------------------------------------------- | ---------------------------------------------- | ------------------- |
| 1      | 1      | 2023. február 11. | Lake Placid  | MacKenzie Intervale Ski Jump HS128 | Lengyelország · Piotr Żyła · Dawid Kubacki    | Ausztria · Daniel Tschofenig · Stefan Kraft | Japán · Nakamura Naoki · Kobajasi Rjójú        | Ausztria            |
| 2      | 2      | 2023. február 19. | Barcarozsnyó | Trambulina Valea Cărbunării HS97   | Németország · Karl Geiger · Andreas Wellinger | Szlovénia · Maksim Bartolj · Žiga Jelar     | Ausztria · Philipp Aschenwald · Clemens Aigner | Ausztria            |

### Nők
| Összes                                                                    | Szezon | Dátum | Helyszín | Sánc | Győztes | Második | Harmadik | Összetettben vezető |
| ------------------------------------------------------------------------- | ------ | ----- | -------- | ---- | ------- | ------- | -------- | ------------------- |
| Ebben a szezonban nem rendeztek a világkupa részeként női csapatversenyt. |        |       |          |      |         |         |          |                     |
| 2023-as északisí-világbajnokság (Győztesek: Németország)                  |        |       |          |      |         |         |          |                     |

### Női szupercsapat
| Összes | Szezon | Dátum            | Helyszín | Sánc           | Győztes                                   | Második                                            | Harmadik                                         | Összetettben vezető |
| ------ | ------ | ---------------- | -------- | -------------- | ----------------------------------------- | -------------------------------------------------- | ------------------------------------------------ | ------------------- |
| 10     | 1      | 2023. január 14. | Zao      | Jamagata HS102 | Ausztria · Chiara Kreuzer · Eva Pinkelnig | Norvégia · Thea Minyan Bjørseth · Anna Odine Strøm | Németország · Katharina Althaus · Selina Freitag | Ausztria            |

### Vegyes
| Összes                                                   | Szezon | Dátum              | Helyszín         | Sánc                    | Győztes                                                                             | Második                                                                                     | Harmadik                                                                           | Összetettben vezető |
| -------------------------------------------------------- | ------ | ------------------ | ---------------- | ----------------------- | ----------------------------------------------------------------------------------- | ------------------------------------------------------------------------------------------- | ---------------------------------------------------------------------------------- | ------------------- |
| 6                                                        | 1      | 2022. december 10. | Titisee-Neustadt | Hochfirstschanze HS142  | Ausztria · Marita Kramer · Michael Hayböck · Eva Pinkelnig · Stefan Kraft           | Norvégia · Anna Odine Strøm · Bendik Jakobsen Heggli · Silje Opseth · Halvor Egner Granerud | Németország · Selina Freitag · Constantin Schmid · Katharina Althaus · Karl Geiger | Ausztria            |
| 7                                                        | 2      | 2023. február 3.   | Willingen        | Mühlenkopfschanze HS147 | Norvégia · Anna Odine Strøm · Marius Lindvik · Silje Opseth · Halvor Egner Granerud | Ausztria · Chiara Kreuzer · Jan Hörl · Eva Pinkelnig · Stefan Kraft                         | Németország · Selina Freitag · Karl Geiger · Katharina Althaus · Andreas Wellinger | Ausztria            |
| 2023-as északisí-világbajnokság (Győztesek: Németország) |        |                    |                  |                         |                                                                                     |                                                                                             |                                                                                    |                     |